# Xinzo de Limia
Xinzo de Limia és un municipi de la província d'Ourense a Galícia. Pertany a la comarca d'A Limia.
| 5.622 | 8.495 | 10.200 | 10.544 | 9.869 |
| Fonts: INE i IGE (Els criteris de registre censal variaren i les dades de l'INE i de l'IGE poden no coincidir.) |       |        |        |       |

## Parròquies
- Boado (San Pedro)
- Cima de Ribeira (San Miguel)
- Damil (San Salvador)
- Faramontáos (San Salvador)
- Ganade (San Bartolomeo)
- Gudín (San Miguel)
- Guntimil (San Juán)
- As Lámas (Santa María)
- Laroá (Santa María)
- Moreiras (San Tomé)
- Morgade (San Tomé)
- Mosteiro de Ribeira (Santa María)
- Novás (San Nicolas)
- Parada de Ribeira (San Salvador)
- A Pena (San Pedro)
- Piñeira Seca (San Andres)
- San Pedro de Laroá (San Pedro)
- Seoane de Oleiros (San Juán)
- Solveira da Limia (San Pedro)
- Xinzo de Limia (Santa Marina)